# Pelztier (Produkt)
Unter der Bezeichnung Pelztier oder Felltier werden oder wurden aus natürlichem Fell gearbeitete Nachbildungen oder Anlehnungen an pelztragende Tiere gehandelt, besonders im Bereich des Kinderspielzeugs. Als Tierminiaturen waren vor allem kleine Aufstellfiguren, in der Art von Tierpräparaten, im Handel, die im Gegensatz zu den meisten übrigen Produkten kein weiches, sondern ein steifes Füllmaterial aufweisen.

## Beschreibung, Geschichte

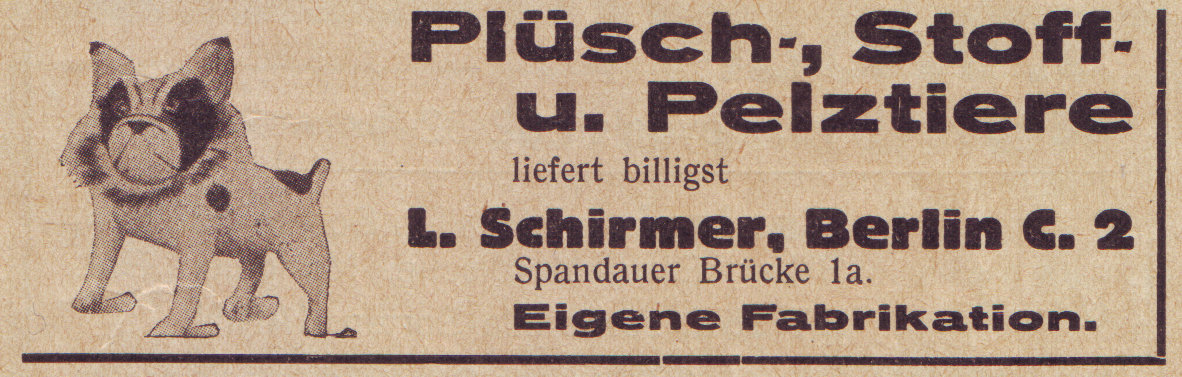
Anzeige der Firma L. Schirmer für Plüsch-, Stoff- und Pelztiere aus eigener Fabrikation (Berlin, 1934)

Die klassische und bekannteste Fellfigur ist der Teddybär, der in der Regel aus Plüsch oder anderem gewebtem Kunstpelz gearbeitet wird. Der Historiker Jonathan Faiers schrieb, dass die Firma Steiff, die den Teddy populär machte, Alpakafell für die ersten Exemplare verwendete, 2023 wird auf der Homepage des Unternehmens als erstes dafür benutztes Material jedoch Mohair genannt.
Auch bei anderem pelzigem Kinderspielzeug wurde nach der Entwicklung entsprechender Textilien weitaus häufiger Kunstpelz oder einfacher Stoff benutzt, auch bevor der Gebrauch von natürlichem Fell gegen Ende des 20. Jahrhunderts verstärkt in die Kritik geriet.
Verwendung finden in der Regel preiswerte Fellmaterialien. Bestimmte Fellarten eignen sich besonders zur Herstellung der Figuren. Allen voran steht das in großer Menge anfallende Fell des Kaninchens, im Handel als Kaninfell bezeichnet. Für Tiere mit flach anliegendem Haar ist es jedoch ungeeignet. Hier bieten sich stattdessen Kalbfelle und die im Leder zügigeren Zickelfelle an, die sich dadurch leichter an die Formen anpassen lassen. 1928 wurden die Abfälle bei der Verarbeitung von Antilopenfellen und Gazellenfellen als Material für die Spielwarenindustrie aufgeführt. Die Firma Alfred Mayer & Co. aus Annaberg im Erzgebirge, ein Zentrum der Posamenten und Quastenherstellung, bot 1922 in ihrem Briefkopf unter anderem „Quasten für Fell-Tiere“ an.
Das weiche Wallabyfell wurde unter anderem dafür verwendet, kleine Koalabären als Spielzeug oder Souvenir herzustellen. Gleichzeitig mit dem zunehmenden Absatz von Alpakawolle werden auch Wohnaccessoires aus Alpakafell angeboten sowie Alpakafiguren, die aus eben diesem Fell gearbeitet sind.
Als Spielzeug, bis hin zur Größe von Schaukelpferden, gab es in Serie gefertigte Fellfiguren zumindest zurück bis ins Biedermeier (um 1830). Häufig werden die Felle unterschiedlich stark nachgeschoren, um auch die Haarlänge der gegenüber dem Original verkleinerten Größe anzunähern, insbesondere auch der meist kürzeren Haare an den Extremitäten.

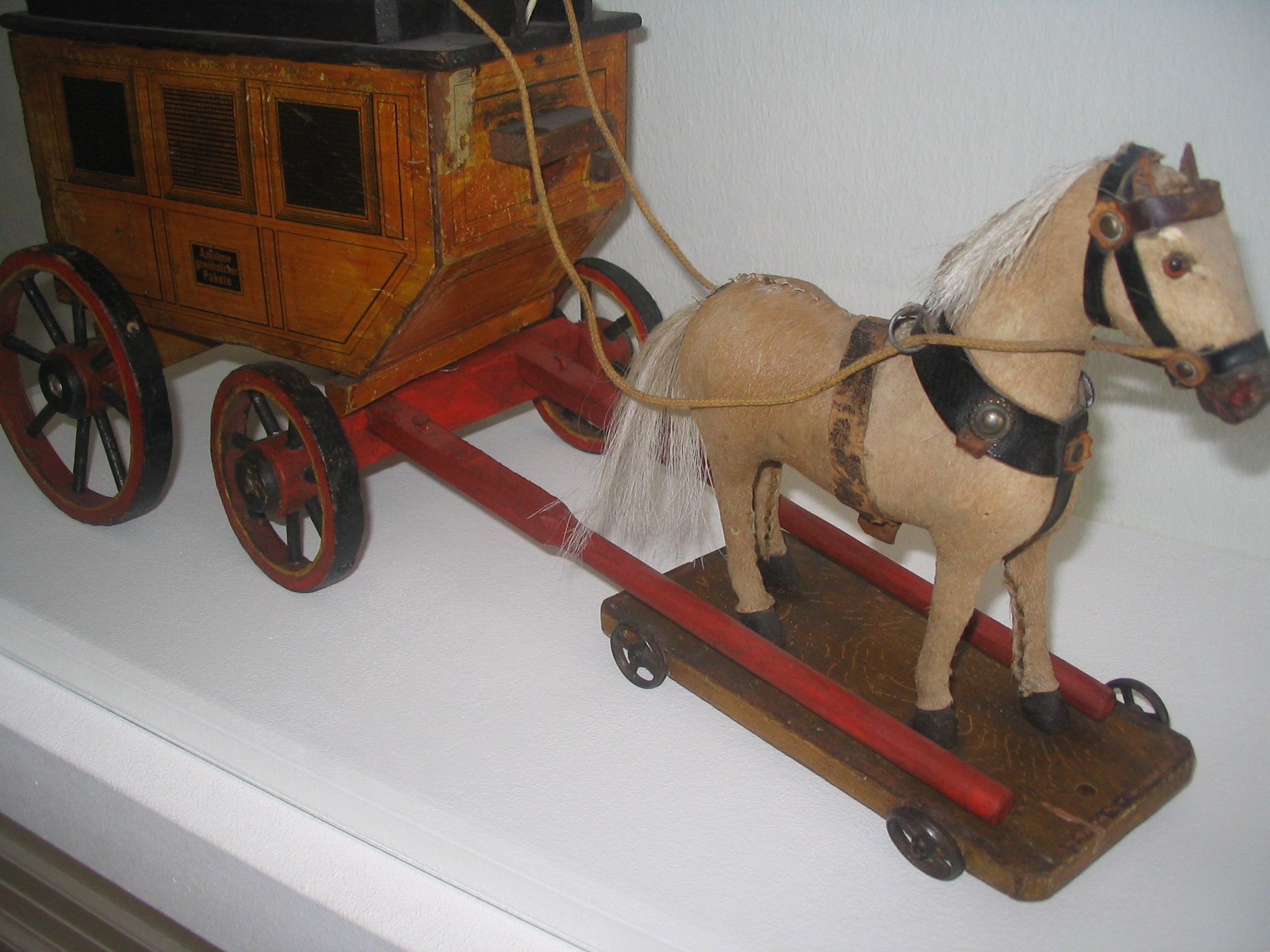
Postkutschenmodell mit Pferd aus Kalbfell, Kinderspielzeug (Erzgebirge, 1870)
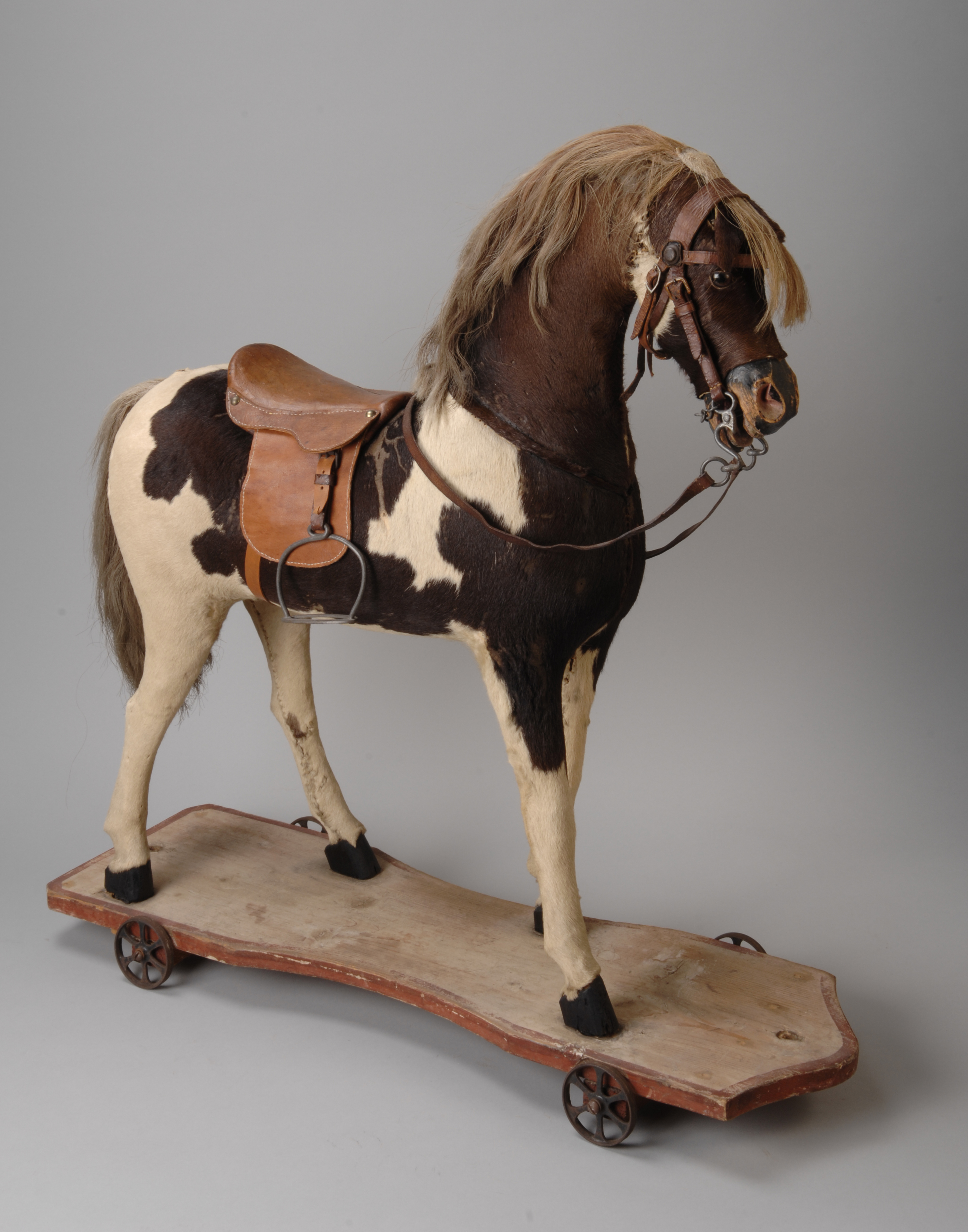
Nachziehpferd, Kinderspielzeug (Deutschland, 1929)
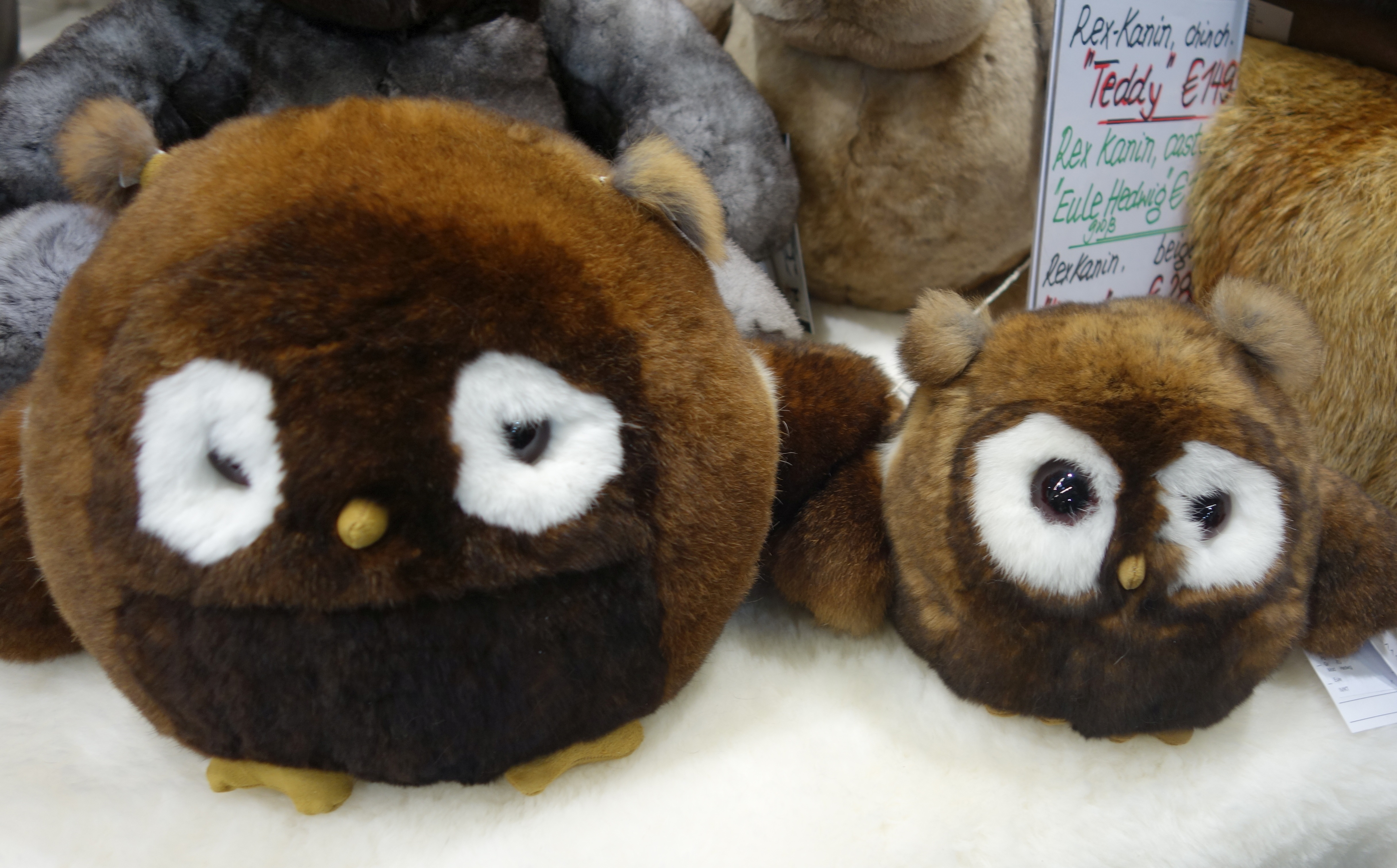
Fantasietiere aus Kaninfell (Deutschland, 2018)
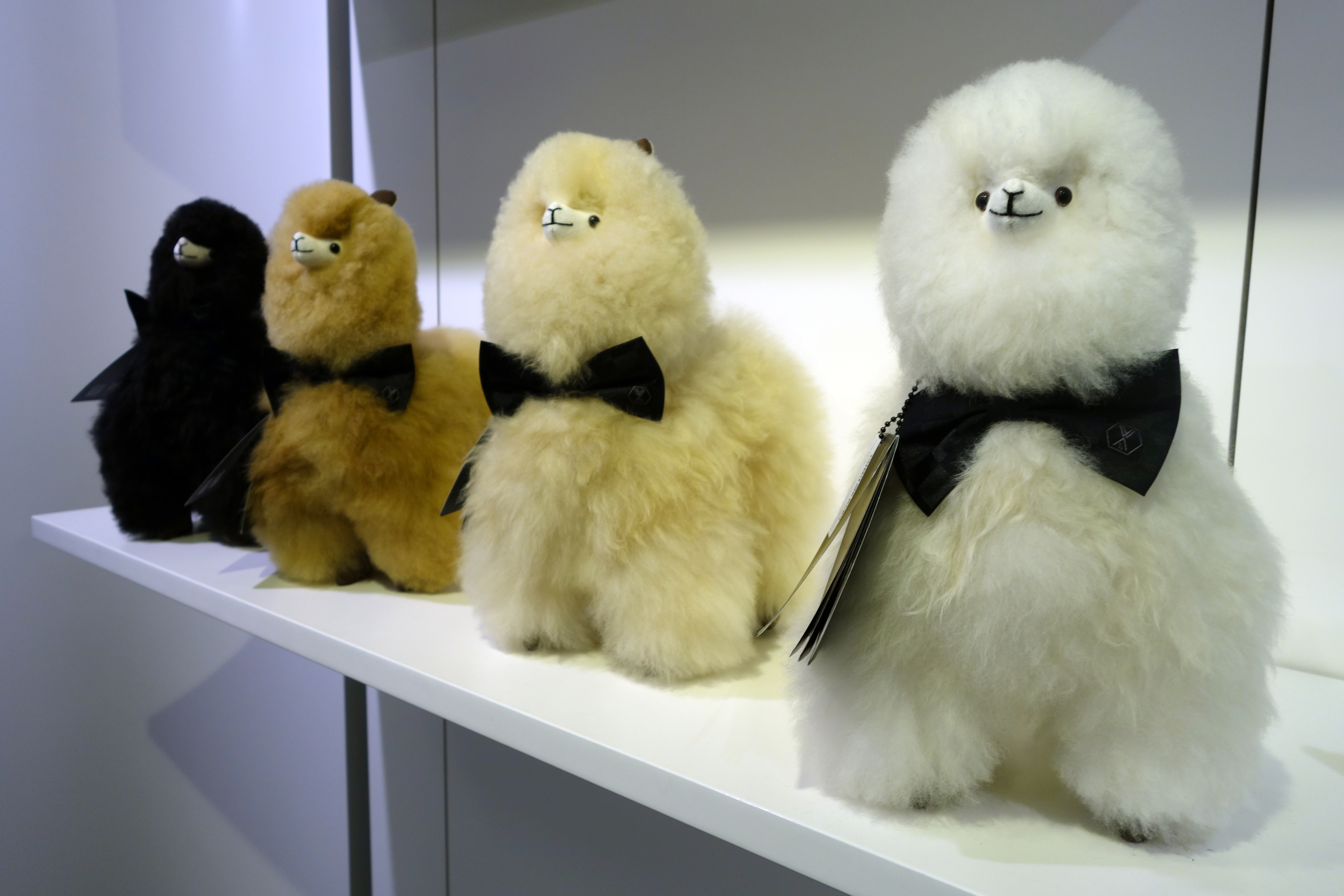
Alpakas (2020)

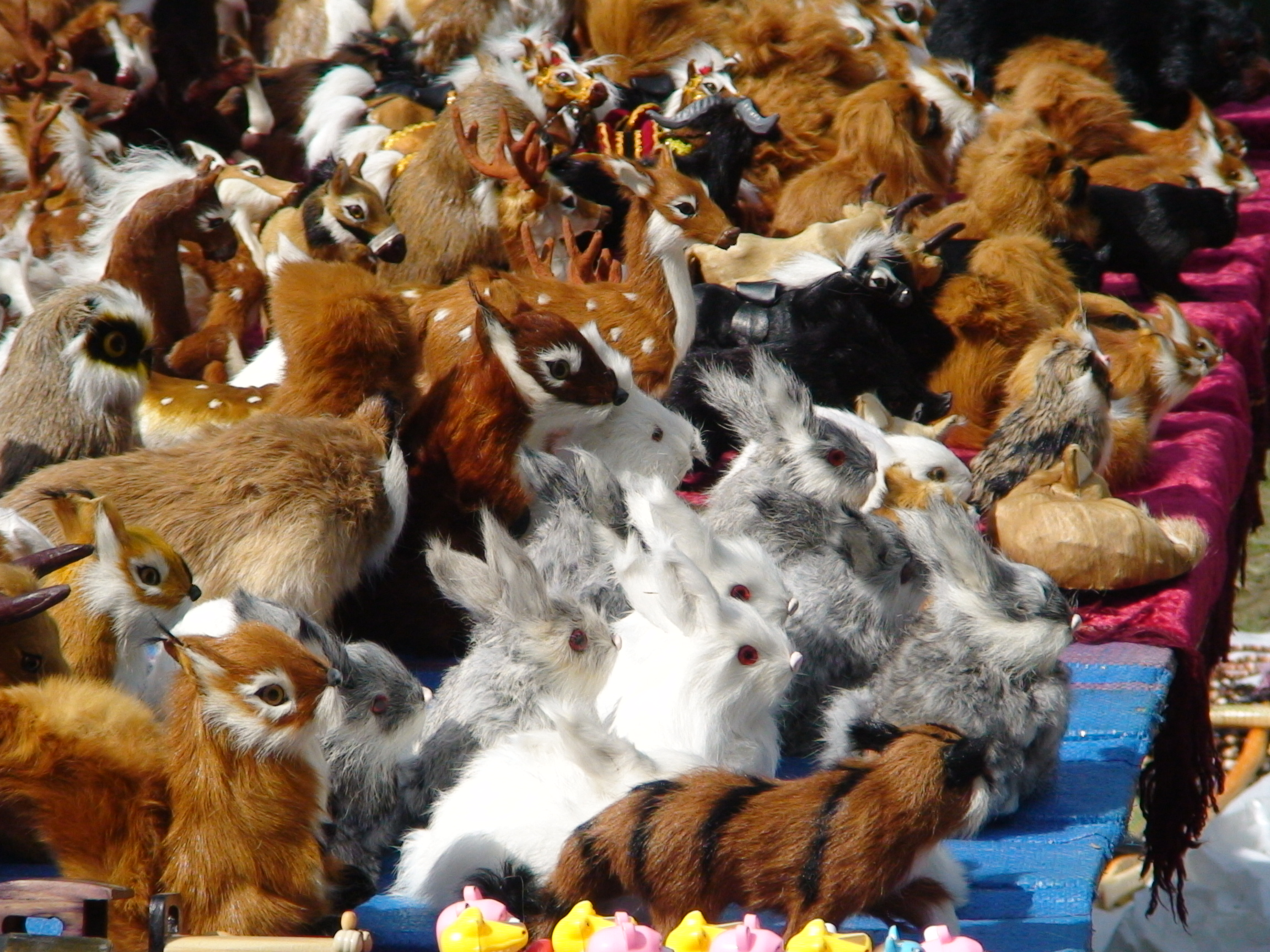
Tiere der lokalen Fauna, hergestellt von Handwerkern aus dem Dorf Kryworiwnja, Karpaten, Ukraine (2008)

Durch die ovale Fellform des Seehundfells und die sich weit im Fell befindlichen Flossenlöcher bleiben bei der Verarbeitung aller Seehundfellarten zu Kleidung große Reste übrig. Die Verwendung dieser Teile gestaltet sich schwierig, es wurden hauptsächlich Schuhe, Taschen, Mosaik-Teppiche, Tierfiguren und Ähnliches daraus gearbeitet. Entsprechend des großen Anfalls der preiswerten Reststücken war das Angebot an kleinen Seehundmodellen als Schlüsselanhänger, neben anderen Accessoireartikeln, besonders umfangreich. Die Vermarktung von Seehundprodukten ist inzwischen jedoch durch Gesetze stark eingeschränkt.
Für die Aufstellfiguren von Tieren in Miniaturgröße, früher wohl auch als Spielzeug benutzt, wird als Füllmaterial unter anderem eine Gipskartonmasse oder inzwischen auch Polyethylen-Kunststoff verwendet. Diese auf Hartmasse gearbeiteten kleinformatigen Pelztiere scheinen neu nach dem Zweiten Weltkrieg (1939–1945) aufgekommen zu sein. Da Fell einer natürlichen Alterung unterliegt und Nachrichten über diese Nischenprodukte der Pelzbranche ohnehin spärlich sind, ist dies wohl nicht mit Sicherheit zu sagen. Eine Erwähnung findet sich in einer Pelzfachzeitschrift aus dem Jahr 1949, in der jemand in einer Anzeige den Fabrikanten oder Lieferanten der auf der Frankfurter Pelzmesse gezeigten „Pelzhündchen“ sucht.
Das Augsburger Unternehmen „Erika Dötterl, Fachgroßhandel in Pelztieren“ bot 1985 und noch 1989 in einem Inserat im Adressbuch der deutschen Pelzbranche „über 200 Pelztiervariationen“ als ständig am Lager an. Im Jahr darauf ist Franz Dötterl, Augsburg im Katalog der Frankfurter Pelzmesse mit den Produkten „Pelzhüte, Zutaten und Pelztierchen“ aufgeführt (1988 „Franz & Erika Dötterl“). Im Jahr 2018 ist die in ihrer Zeit wohl führende Firma für kleine Felltiere Erika Dötterl erloschen. Die 2015 vom Ehepaar Krippel von einem Zwischeninhaber übernommene Nachfolgefirma Franz Dötterl in Riegsee hat keine Felltiere mehr im Angebot. Ein weiteres Unternehmen mit besonders kunstvoll und lebensechten Pelztierminiaturen war die Firma Altmann.